# ジム・レガシー
ジェームズ・フォロルンソ・イフェニイ・オラロイェ（James Folorunso Ifeanyi Olaloye）は、ジム・レガシー（Jim Legxacy）のステージネームで知られる、ロンドン・ルイシャム区出身のイギリスの歌手、ラッパー、プロデューサーである。
彼は3枚のEPと2枚のミックステープをリリースしており、最新作の『black british music (2025)』はXLレコーディングスからリリースされ、彼にとって初のレーベル作品となった。彼の音楽は、「ラップ、ローファイ、エモ、アフロビート、そして多彩なサンプル」をミックスしたものと評されている。

## 生い立ち
オラロイェはナイジェリア系イギリス人である。音楽のキャリアを始める前は、美術学校に通い、グラフィックデザイナーとしてのキャリアを目指していた。

## キャリア
レガシーは、カニエ・ウェストのアルバム『ザ・ライフ・オブ・パブロ』を聴いた後、19歳で音楽制作を始めた。
彼は3枚のEPと2枚のミックステープをリリースしており、最新作の『Black British Music (2025)』はXLレコーディングスからリリースされ、彼にとって初のレーベル作品となった。
レガシーは、セントラル・シーとデイヴのための2023年の楽曲「Sprinter」を共同で作曲・プロデュースした。この曲はイギリスで最も長く1位を維持したラップソングとなり、10週間にわたってその座を保持した。
彼はフレッド・アゲインの2024年のアルバム『Ten Days』の2曲にクレジットされており、アルバムのセカンドシングル「Ten」にもフィーチャーされている。
彼の初のライブショーはデプトフォードのオールバニー・シアターで行われた。
2024年7月4日、彼は楽曲「nothings changed (!)」をリリースし、前年に鎌状赤血球症で亡くなった妹のアティヌケ・オラロイェの思い出に捧げた。

## 音楽性
彼の音楽は、『DJ Mag』のジョージア・マルレインによって、「ラップ、ローファイ、エモ、アフロビート、そして多彩なサンプル」をミックスしたものと評された。『NME』のナイル・スミスは、『Black British Music (2025)』が「グライム、コンテンポラリーR&B、アフロ・フュージョン、UKラップ、フォーク」を融合させていると述べた。
彼は自身の音楽に影響を与えた人物として、ジェイペグマフィア、MFドゥーム、ボン・イヴェール、フランク・オーシャン、シザ、ケンドリック・ラマーを挙げている。
『Pitchfork』のメーハン・ジャヤスリヤは、彼のプロダクションスタイルを「蜘蛛の巣のようなエモのギターライン、アフロビートのドラム、認識可能なサンプル、そしてジャージー・クラブのような現代的なリズムを縫い合わせる」と評している。ジャヤスリヤはさらにレガシーのボーカルについて、「彼は優しく揺らぐように歌い、猛々しくラップし、そしてその間のほとんどすべてのことができる」と述べている。
『Paste』のグラント・シャープルズは、レガシーの文体的な進歩を、「『black british music』は、彼が『hnpm』で確立したアフロビートとエモの融合に大筋で沿っているが、アコースティックなバラード、豊かなオルタナティヴ・ポップ、あるいはアンセム的なブリットポップを通じて、その融合を新鮮な方法で適応させている」と評している。

## ディスコグラフィ

### ミックステープ
- 『homeless n*gga pop music』（2023）[17]
- 『black british music (2025)』（2025）[2]

### EP
- Dynasty Program: A Metrical Composition Inspired by the Nights Spent as the Raiider（2019）[18]
- BTO!（2020）[18]
- Citadel（2021）[19]